# Achtung, die Kurve!
Achtung, die Kurve! – komputerowa gra akcji stworzona przez Filipa Oščádala i Kamila Doležala w 1995 roku na platformę MS-DOS. Achtung, die Kurve! jest wzorowana na grze Červi z 1993 roku autorstwa Vladimíra Chvátila i sama stała się inspiracją do stworzenia licznych klonów.

## Rozgrywka
Zasady gry są podobne do Snake, ale w Achtung, Die Kurve! plansza nie składa się kwadratowych pól, a jest ciągłą płaszczyzną, po której pod dowolnym kątem porusza się punkt, zostawiając za sobą ślad z przerwami umożliwiającymi późniejsze przejście przez nie. Głównym celem jest zmuszenie przeciwnika do uderzenia w ścianę bądź we własny lub cudzy ślad. Grę obsługuje się jedynie dwoma przyciskami oznaczającymi odpowiednio skręt w lewo i skręt w prawo.